# Guixi
Guixi (贵溪市S) è una città-contea della Cina, situata nella provincia di Jiangxi e amministrata dalla prefettura di Yingtan.